# انطباق زیست‌محیطی

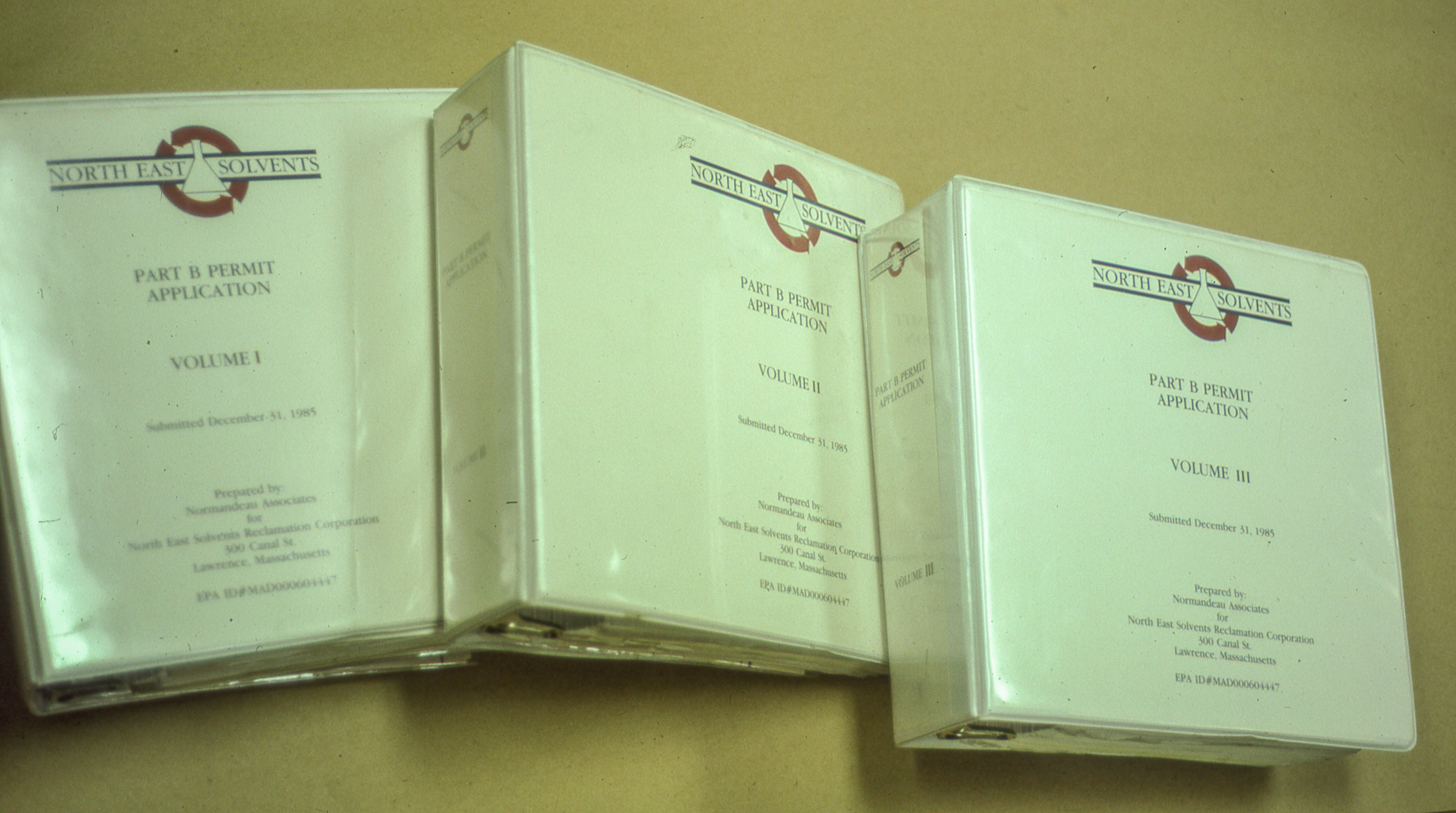
انطباق با محیط زیست اغلب به اسناد گسترده‌ای نیاز دارد. در اینجا نمونه‌ای از درخواست مجوز "قسمت B" برای یک کارخانه حلال، مطابق با قانون حفاظت و بازیابی منابع ایالات متحده (RCRA) نشان داده شده است.

انطباق زیست‌محیطی (انگلیسی: Environmental compliance) به معنای انطباق با قوانین، مقررات، استانداردها و سایر الزامات زیست‌محیطی مانند مجوز فعالیت برای انجام هر اقدامی است. 
در سال‌های اخیر، نگرانی‌های زیست‌محیطی، منجر به افزایش قابل توجهی در تعداد و دامنه انطباق‌پذیری در امر نظارت بر محیط زیست جهانی شده است. 
نگرانی‌های زیست‌محیطی و فعالیت‌های مربوط به همکاری و انطباق واقعی به‌طور گسترش یابنده‌ای با اهداف عملکرد محیط زیست جهانی همسو شده و برای جلوگیری از تعارض، برخوردهای بیهوده و شکاف‌ها‌ی موجود تا حدی در هم ادغام شده و به هم پیوسته‌اند.
اجرای تعهدات فوق مستلزم الزامات و رعایت شرایط خاصی به ترتیب زیراست: 
- مدیریت برنامه‌ها یا زمان‌بندی‌های نظارت، حصول اطمینان از نظارت مطلوب بر طبق مجوز در مکان‌های مناسب، برای پارامترهای صحیح و در توالی درست انجام شده است.‌

- آماده‌سازی، محاسبات و اعتبارسنجی داده‌ها برای انطباق با هر سطحی از هشدار و گزارش

- تنظیم گزارش‌های روتین و معمول برای مقامات

مدیریت موارد فوق که ربط مستقیم دارد به سیستم مدیریت محیط زیست، خود می‌تواند پیچیده و از نظر زمانی وقت‌گیر باشد و منجر به افزایش روزافزون سیستم‌های نرم‌افزاری طراحی شده برای مدیریت انطباق با محیط زیست بشود. اینها مواردی هستند که اغلب تحت عنوان سیستم‌های مدیریت «داده‌های زیست‌محیطی»  نامگذاری میشوند. 
نرم افزارهای نظارتی و کنترلی محیط زیست، باید با معیارهایی نظیر قابلیت اثبات شدن، عملکرد بالا، شفاف، داده‌های قابل ردیابی، دارای موتور محاسباتی قوی، برخورداری از مدیریت فاکتورهای پیشرفته، یکپارچه‌سازی ساده، گردش کار اتوماتیک و با قابلیت هوش مصنوعی برای گزارش‌گیری و استخراج داده‌های دینامیک و انعطاف پذیر انتخاب شوند.